# سرپاور پیکان‌دار نیوزلندی
سرپاور پیکان‌دار نیوزلندی (نام علمی: Nototodarus sloanii) نام یک گونه از تیره سرپاور پرنده است.